# Joel Corry/Diskografie
Diese Diskografie ist eine Übersicht über die musikalischen Werke des britischen DJs und Musikproduzenten Joel Corry. Den Schallplattenauszeichnungen zufolge hat er bisher mehr als 16,6 Millionen Tonträger verkauft. Seine erfolgreichste Veröffentlichung ist die Single Head & Heart mit über 7,1 Millionen verkauften Einheiten.

## Alben

### Studioalben
| Jahr | Titel Musiklabel                          | Höchstplatzierung, Gesamtwochen, AuszeichnungChartplatzierungen (Jahr, Titel, Musiklabel, Platzierungen, Wochen, Auszeichnungen, Anmerkungen) | Höchstplatzierung, Gesamtwochen, AuszeichnungChartplatzierungen (Jahr, Titel, Musiklabel, Platzierungen, Wochen, Auszeichnungen, Anmerkungen) | Höchstplatzierung, Gesamtwochen, AuszeichnungChartplatzierungen (Jahr, Titel, Musiklabel, Platzierungen, Wochen, Auszeichnungen, Anmerkungen) | Höchstplatzierung, Gesamtwochen, AuszeichnungChartplatzierungen (Jahr, Titel, Musiklabel, Platzierungen, Wochen, Auszeichnungen, Anmerkungen) | Höchstplatzierung, Gesamtwochen, AuszeichnungChartplatzierungen (Jahr, Titel, Musiklabel, Platzierungen, Wochen, Auszeichnungen, Anmerkungen) | Höchstplatzierung, Gesamtwochen, AuszeichnungChartplatzierungen (Jahr, Titel, Musiklabel, Platzierungen, Wochen, Auszeichnungen, Anmerkungen) | Anmerkungen                                             |
| Jahr | Titel Musiklabel                          | DE | AT | CH | UK | US | Dance | Anmerkungen                                             |
| ---- | ----------------------------------------- | --- | --- | --- | --- | --- | --- | ------------------------------------------------------- |
| 2023 | Another Friday Night Asylum Records (WMG) | — | — | — | UK5 Gold · (59 Wo.)UK | — | — | Erstveröffentlichung: 14. Juli 2023 Verkäufe: + 220.000 |

### EPs
- 2021: Four for the Floor

## Singles
| Jahr | Titel Album                                                   | Höchstplatzierung, Gesamtwochen, AuszeichnungChartplatzierungen (Jahr, Titel, Album, Platzierungen, Wochen, Auszeichnungen, Anmerkungen) | Höchstplatzierung, Gesamtwochen, AuszeichnungChartplatzierungen (Jahr, Titel, Album, Platzierungen, Wochen, Auszeichnungen, Anmerkungen) | Höchstplatzierung, Gesamtwochen, AuszeichnungChartplatzierungen (Jahr, Titel, Album, Platzierungen, Wochen, Auszeichnungen, Anmerkungen) | Höchstplatzierung, Gesamtwochen, AuszeichnungChartplatzierungen (Jahr, Titel, Album, Platzierungen, Wochen, Auszeichnungen, Anmerkungen) | Höchstplatzierung, Gesamtwochen, AuszeichnungChartplatzierungen (Jahr, Titel, Album, Platzierungen, Wochen, Auszeichnungen, Anmerkungen) | Höchstplatzierung, Gesamtwochen, AuszeichnungChartplatzierungen (Jahr, Titel, Album, Platzierungen, Wochen, Auszeichnungen, Anmerkungen) | Anmerkungen                                                                                           |
| Jahr | Titel Album                                                   | DE | AT | CH | UK | US | Dance | Anmerkungen                                                                                           |
| ---- | ------------------------------------------------------------- | --- | --- | --- | --- | --- | --- | --- |
| 2015 | Back Again –                                                  | — | — | — | — | — | — | Erstveröffentlichung: 17. Juli 2015                                                                   |
| 2015 | Light It Up –                                                 | — | — | — | — | — | — | Erstveröffentlichung: 9. Oktober 2015                                                                 |
| 2017 | Just Wanna –                                                  | — | — | — | — | — | — | Erstveröffentlichung: 17. März 2017                                                                   |
| 2017 | All the Things –                                              | — | — | — | — | — | — | Erstveröffentlichung: 16. Juni 2017                                                                   |
| 2017 | All Night –                                                   | — | — | — | — | — | — | Erstveröffentlichung: 28. Juli 2017                                                                   |
| 2017 | Sunlight –                                                    | — | — | — | — | — | — | Erstveröffentlichung: 6. Oktober 2017                                                                 |
| 2017 | Feel This Way –                                               | — | — | — | — | — | — | Erstveröffentlichung: 1. Dezember 2017                                                                |
| 2018 | Hurt –                                                        | — | — | — | — | — | — | Erstveröffentlichung: 12. Januar 2018                                                                 |
| 2018 | All I Need –                                                  | — | — | — | — | — | — | Erstveröffentlichung: 16. Februar 2018                                                                |
| 2018 | Only You –                                                    | — | — | — | — | — | — | Erstveröffentlichung: 27. April 2018                                                                  |
| 2018 | Good as Gold –                                                | — | — | — | — | — | — | Erstveröffentlichung: 28. September 2018 feat. Hayley May                                             |
| 2018 | Fallen –                                                      | — | — | — | — | — | — | Erstveröffentlichung: 14. Dezember 2018 feat. Hayley May                                              |
| 2019 | Sorry Four for the Floor • Another Friday Night               | — | — | — | UK6 ×2Doppelplatin · (25 Wo.)UK | — | Dance44 (1 Wo.)Dance | Erstveröffentlichung: 5. April 2019 Verkäufe: + 1.300.000                                             |
| 2020 | Lonely Four for the Floor • Another Friday Night              | — | — | — | UK4 ×2Doppelplatin · (35 Wo.)UK | — | Dance23 (20 Wo.)Dance | Erstveröffentlichung: 24. Januar 2020 Verkäufe: + 1.260.000                                           |
| 2020 | Head & Heart Four for the Floor • Another Friday Night        | DE4 ×2Doppelplatin · (74 Wo.)DE | AT5 Platin · (61 Wo.)AT | CH4 ×4Vierfachplatin · (76 Wo.)CH | UK1 ×5Fünffachplatin · (71 Wo.)UK | US99 Platin · (1 Wo.)US | Dance3 (52 Wo.)Dance | Erstveröffentlichung: 3. Juli 2020 Verkäufe: + 7.133.333; feat. MNEK                                  |
| 2021 | Bed Four for the Floor • Another Friday Night                 | DE34 Gold · (25 Wo.)DE | AT53 Platin · (17 Wo.)AT | CH43 Platin · (23 Wo.)CH | UK3 ×2Doppelplatin · (32 Wo.)UK | — | Dance7 (26 Wo.)Dance | Erstveröffentlichung: 26. Februar 2021 Verkäufe: + 2.015.000; mit Raye & David Guetta                 |
| 2021 | Out Out Another Friday Night                                  | DE20 Gold · (27 Wo.)DE | AT35 Platin · (13 Wo.)AT | CH32 Platin · (22 Wo.)CH | UK6 Platin · (22 Wo.)UK | US— GoldUS | Dance9 (22 Wo.)Dance | Erstveröffentlichung: 13. August 2021 Verkäufe: + 2.268.000 mit Jax Jones feat. Charli XCX & Saweetie |
| 2021 | I Wish Another Friday Night                                   | — | — | — | UK17 Platin · (22 Wo.)UK | — | Dance22 (20 Wo.)Dance | Erstveröffentlichung: 29. Oktober 2021 Verkäufe: + 600.000; feat. Mabel                               |
| 2022 | What Would You Do? Another Friday Night                       | DE— aDE | — | — | UK21 Gold · (14 Wo.)UK | — | Dance12 (17 Wo.)Dance | Erstveröffentlichung: 18. März 2022 Verkäufe: + 400.000; mit David Guetta & Bryson Tiller             |
| 2022 | History Another Friday Night                                  | — | — | — | UK18 Silber · (11 Wo.)UK | — | Dance30 (7 Wo.)Dance | Erstveröffentlichung: 5. August 2022 Verkäufe: + 200.000; mit Becky Hill                              |
| 2022 | Lionheart (Fearless) Another Friday Night • What Ifs & Maybes | DE— bDE | — | — | UK18 Platin · (19 Wo.)UK | — | Dance35 (10 Wo.)Dance | Erstveröffentlichung: 21. Oktober 2022 Verkäufe: + 625.000; mit Tom Grennan                           |
| 2023 | Dance Around It Another Friday Night                          | — | — | — | UK61 (10 Wo.)UK | — | — | Erstveröffentlichung: 12. Mai 2023 mit Caity Baser                                                    |
| 2023 | 0800 Heaven Another Friday Night • If Heaven Had a Phone Line | — | — | — | UK9 Platin · (19 Wo.)UK | — | — | Erstveröffentlichung: 8. Juni 2023 Verkäufe: + 600.000; mit Nathan Dawe & Ella Henderson              |
| 2023 | Drinkin’ Another Friday Night                                 | — | — | — | UK44 (7 Wo.)UK | — | Dance38 (1 Wo.)Dance | Erstveröffentlichung: 25. August 2023 mit MK feat. Rita Ora                                           |
| 2023 | Hey DJ Another Friday Night                                   | — | — | — | UK59 (6 Wo.)UK | — | — | Erstveröffentlichung: 6. Oktober 2023                                                                 |

## Sonderveröffentlichungen
Remixe
| Jahr | Titel                                | Interpretation                          |
| ---- | ------------------------------------ | --------------------------------------- |
| 2019 | My One                               | Wiley feat. Tory Lanez, Kranium & Dappy |
| 2019 | Buss Down                            | Aitch feat. ZieZie                      |
| 2019 | Sad                                  | Chico Rose feat. Afrojack               |
| 2019 | You Get What You Give (Music In You) | Billy Da Kid feat. Natalie Gray         |
| 2019 | Trampoline                           | Shaed & Zayn                            |
| 2019 | Unlovable                            | Glowie                                  |
| 2019 | Own It                               | Stormzy feat. Ed Sheeran & Burna Boy    |
| 2019 | I Don’t Need Love                    | Karen Harding & Wh0                     |
| 2019 | Next Mistake                         | Icona Pop                               |
| 2019 | We Got Love                          | Sigala & Ella Henderson                 |
| 2020 | New Me                               | Ella Eyre                               |
| 2020 | Better Off Without You               | Becky Hill feat. Shift K3Y              |
| 2020 | See the Sky                          | Anabel Englund                          |
| 2020 | Pour the Milk                        | Robbie Doherty & Keees                  |
| 2020 | Details                              | Oliver Heldens feat. Boy Matthews       |
| 2020 | Rover                                | S1mba feat. DTG                         |
| 2020 | Wherever You Are                     | Kodaline                                |
| 2020 | Lay Your Head On Me                  | Major Lazer feat. Marcus Mumford        |
| 2020 | Smile                                | Katy Perry                              |
| 2020 | Tick Tock                            | Clean Bandit & Mabel feat. 24kGoldn     |
| 2020 | Diamonds                             | Sam Smith                               |
| 2020 | All We Got                           | Robin Schulz feat. Kiddo                |
| 2020 | At My Worst                          | Pink Sweats                             |
| 2020 | I Miss U                             | Jax Jones feat. Au/Ra                   |
| 2021 | Body                                 | Megan Thee Stallion                     |

## Statistik

### Chartauswertung
|                     | DE    | AT    | CH    | UK    | US    |
| ------------------- | ----- | ----- | ----- | ----- | ----- |
| Nummer-eins-Alben   | DE—DE | AT—AT | CH—CH | UK—UK | US—US |
| Top-10-Alben        | DE—DE | AT—AT | CH—CH | UK1UK | US—US |
| Alben in den Charts | DE—DE | AT—AT | CH—CH | UK1UK | US—US |

|                       | DE    | AT    | CH    | UK     | US    | Dance       |
| --------------------- | ----- | ----- | ----- | ------ | ----- | ----------- |
| Nummer-eins-Singles   | DE—DE | AT—AT | CH—CH | UK1UK  | US—US | Dance—Dance |
| Top-10-Singles        | DE1DE | AT1AT | CH1CH | UK6UK  | US—US | Dance3Dance |
| Singles in den Charts | DE3DE | AT3AT | CH3CH | UK13UK | US1US | Dance8Dance |

### Auszeichnungen für Musikverkäufe
| Goldene Schallplatte - Australien - 2021: für die Single Out Out - Brasilien - 2020: für die Single Head & Heart - Frankreich - 2022: für die Single Out Out - 2023: für die Single Bed - Kanada - 2024: für die Single Lonely - Polen - 2024: für die Single Lionheart (Fearless) - Portugal - 2021: für die Single Bed - 2022: für die Single Out Out - Spanien - 2024: für die Single Bed - 2024: für die Single Out Out | Platin-Schallplatte - Australien - 2020: für die Single Sorry - Dänemark - 2024: für die Single Out Out - 2025: für die Single Bed - Italien - 2021: für die Single Bed - 2023: für die Single Out Out - Kanada - 2022: für die Single Bed - 2023: für das Album Another Friday Night - Niederlande - 2020: für die Single Head & Heart - 2023: für das Album Another Friday Night - Norwegen - 2021: für die Single Head & Heart - Polen - 2021: für die Single Lonely - 2023: für die Single Out Out - 2024: für die Single Bed | 2× Platin-Schallplatte - Australien - 2022: für die Single Bed - Belgien - 2021: für die Single Head & Heart - Irland - 2019: für die Single Sorry - Kanada - 2024: für die Single Out Out - Portugal - 2021: für die Single Head & Heart - Spanien - 2024: für die Single Head & Heart 3× Platin-Schallplatte - Dänemark - 2024: für die Single Head & Heart - Italien - 2021: für die Single Head & Heart - Polen - 2021: für die Single Head & Heart 5× Platin-Schallplatte - Kanada - 2024: für die Single Head & Heart - Neuseeland - 2025: für die Single Head & Heart 6× Platin-Schallplatte - Australien - 2022: für die Single Head & Heart Diamantene Schallplatte - Frankreich - 2025: für die Single Head & Heart |

Anmerkung: Auszeichnungen in Ländern aus den Charttabellen bzw. Chartboxen sind in ebendiesen zu finden.
| Land/RegionAuszeichnungen für Musikverkäufe (Land/Region, Auszeichnungen, Verkäufe, Quellen) | Silber  | Gold       | Platin       | Diamant  | Verkäufe   | Quellen             |
| -------------------------------------------------------------------------------------------- | ------- | ---------- | ------------ | -------- | ---------- | ------------------- |
| Australien (ARIA)                                                                            | —       | Gold1      | 9× Platin9   | —        | 665.000    | aria.com.au         |
| Belgien (BRMA)                                                                               | —       | —          | 2× Platin2   | —        | 80.000     | ultratop.be         |
| Brasilien (PMB)                                                                              | —       | Gold1      | —            | —        | 20.000     | pro-musicabr.org.br |
| Dänemark (IFPI)                                                                              | —       | —          | 5× Platin5   | —        | 450.000    | ifpi.dk             |
| Deutschland (BVMI)                                                                           | —       | 2× Gold2   | 2× Platin2   | —        | 1.200.000  | musikindustrie.de   |
| Frankreich (SNEP)                                                                            | —       | 2× Gold2   | —            | Diamant1 | 533.333    | snepmusique.com     |
| Irland (IRMA)                                                                                | —       | —          | 2× Platin2   | —        | 30.000     | Einzelnachweise     |
| Italien (FIMI)                                                                               | —       | —          | 5× Platin5   | —        | 380.000    | fimi.it             |
| Kanada (MC)                                                                                  | —       | Gold1      | 9× Platin9   | —        | 760.000    | musiccanada.com     |
| Neuseeland (RMNZ)                                                                            | —       | —          | 5× Platin5   | —        | 150.000    | radioscope.co.nz    |
| Niederlande (NVPI)                                                                           | —       | —          | 2× Platin2   | —        | 120.000    | nvpi.nl             |
| Norwegen (IFPI)                                                                              | —       | —          | Platin1      | —        | 60.000     | ifpi.no             |
| Österreich (IFPI)                                                                            | —       | —          | 3× Platin3   | —        | 90.000     | ifpi.at             |
| Polen (ZPAV)                                                                                 | —       | Gold1      | 6× Platin6   | —        | 205.000    | olis.pl             |
| Portugal (AFP)                                                                               | —       | 2× Gold2   | 2× Platin2   | —        | 30.000     | Einzelnachweise     |
| Schweiz (IFPI)                                                                               | —       | —          | 6× Platin6   | —        | 120.000    | hitparade.ch        |
| Spanien (Promusicae)                                                                         | —       | 2× Gold2   | 2× Platin2   | —        | 180.000    | elportaldemusica.es |
| Vereinigte Staaten (RIAA)                                                                    | —       | Gold1      | Platin1      | —        | 1.500.000  | riaa.com            |
| Vereinigtes Königreich (BPI)                                                                 | Silber1 | 2× Gold2   | 15× Platin15 | —        | 10.048.000 | bpi.co.uk           |
| Insgesamt                                                                                    | Silber1 | 15× Gold15 | 77× Platin77 | Diamant1 |            |                     |